# Belejovce
Belejovce és un poble i municipi d'Eslovàquia. Es troba a la regió de Prešov, al nord del país.

## Història
La primera referència escrita de la vila data del 1600.

## Demografia
| Godina             | 1994 | 2004    | 2014 | 2024    |
| ------------------ | ---- | ------- | ---- | ------- |
| Nombre de persones | 17   | 20      | 22   | 28      |
| Diferència         |      | +17,64% | +10% | +27,27% |

| Godina             | 2023 | 2024   |
| ------------------ | ---- | ------ |
| Nombre de persones | 28   | 28     |
| Diferència         |      | −1,42% |